# Slowakischer Fußball-Supercup
Der Slowakische Fußball-Supercup war ein slowakischer Fußballwettbewerb, in dem zu Beginn einer Saison der slowakische Meister und der slowakische Pokalsieger der abgelaufenen Saison in einem einzigen Spiel aufeinandertreffen. Der Wettbewerb wurde 1993 das erste Mal inoffiziell ausgetragen. Ein Jahr später wurde er dann offiziell.
Sollte eine Mannschaft das Double gewonnen haben, wird in diesem Jahr kein Spiel ausgetragen.

## Die Endspiele im Überblick
| Jahr               | Spielort                             | Meister                                | Ergebnis                               | Pokalsieger                            |
| ------------------ | ------------------------------------ | -------------------------------------- | -------------------------------------- | -------------------------------------- |
| 1993 (inoffiziell) | Štadión pod Zoborom, Nitra           | ŠK Slovan Bratislava                   | 3:3 n. V. (3:2 i. E.)                  | Nationalmannschaft                     |
| 1994               | Chemlon Stadion, Humenné             | ŠK Slovan Bratislava                   | 2:0                                    | 1. FC Tatran Prešov                    |
| 1995               | Štadión MFK Ružomberok, Ružomberok   | ŠK Slovan Bratislava                   | 2:3                                    | FK Inter Bratislava                    |
| 1996               | Štadión pod Zoborom, Nitra           | ŠK Slovan Bratislava                   | 3:1                                    | 1. HFC Humenné                         |
| 1997               | Štadión pod Zoborom, Nitra           | MFK Košice                             | 5:0                                    | ŠK Slovan Bratislava                   |
| 1998               | Štadión pod Zoborom, Nitra           | MFK Košice                             | 1:3                                    | FC Spartak Trnava                      |
| 1999               |                                      | ŠK Slovan Bratislava gewann das Double | ŠK Slovan Bratislava gewann das Double | ŠK Slovan Bratislava gewann das Double |
| 2000               |                                      | FK Inter Bratislava gewann das Double  | FK Inter Bratislava gewann das Double  | FK Inter Bratislava gewann das Double  |
| 2001               |                                      | FK Inter Bratislava gewann das Double  | FK Inter Bratislava gewann das Double  | FK Inter Bratislava gewann das Double  |
| 2002               | Štadión Zlaté Moravce, Zlaté Moravce | MŠK Žilina                             | 1:1 n. V. (3:4 i. E.)                  | FC Senec                               |
| 2003               | Štadión Zlaté Moravce, Zlaté Moravce | MŠK Žilina                             | 2:0                                    | FK Púchov                              |
| 2004               | NTC Senec, Senec                     | MŠK Žilina                             | 2:1                                    | Artmedia Petržalka                     |
| 2005               | NTC Senec, Senec                     | Artmedia Petržalka                     | 3:1                                    | FK Dukla Banská Bystrica               |
| 2006               |                                      | MFK Ružomberok gewann das Double       | MFK Ružomberok gewann das Double       | MFK Ružomberok gewann das Double       |
| 2007               | NTC Senec, Senec                     | MŠK Žilina                             | 1:1 n. V. (5:4 i. E.)                  | FC Zlaté Moravce                       |
| 2008               |                                      | Artmedia Petržalka gewann das Double   | Artmedia Petržalka gewann das Double   | Artmedia Petržalka gewann das Double   |
| 2009               | Dolný Kubín                          | ŠK Slovan Bratislava                   | 2:0                                    | MFK Košice                             |
| 2010               | Štadión Pasienky, Bratislava         | MŠK Žilina                             | 1:1 n. V. (4:2 i. E.)                  | ŠK Slovan Bratislava                   |
| 2011               |                                      | ŠK Slovan Bratislava gewann das Double | ŠK Slovan Bratislava gewann das Double | ŠK Slovan Bratislava gewann das Double |
| 2012               |                                      | MŠK Žilina gewann das Double           | MŠK Žilina gewann das Double           | MŠK Žilina gewann das Double           |
| 2013               |                                      | ŠK Slovan Bratislava gewann das Double | ŠK Slovan Bratislava gewann das Double | ŠK Slovan Bratislava gewann das Double |
| 2014               | Štadión Pasienky, Bratislava         | ŠK Slovan Bratislava                   | 1:0                                    | MFK Košice                             |
| 2015               |                                      | FK AS Trenčín gewann das Double        | FK AS Trenčín gewann das Double        | FK AS Trenčín gewann das Double        |
| 2016               |                                      | FK AS Trenčín gewann das Double        | FK AS Trenčín gewann das Double        | FK AS Trenčín gewann das Double        |

### Rangliste der Sieger
| Rang | Verein               | Siege | Jahr(e)                |
| ---- | -------------------- | ----- | ---------------------- |
| 1    | ŠK Slovan Bratislava | 4     | 1994, 1996, 2009, 2014 |
|      | MŠK Žilina           | 4     | 2003, 2004, 2007, 2010 |
| 3    | Artmedia Petržalka   | 1     | 2005                   |
|      | FK Inter Bratislava  | 1     | 1995                   |
|      | FC Senec             | 1     | 2002                   |
|      | FC Spartak Trnava    | 1     | 1998                   |
|      | MFK Košice           | 1     | 1997                   |